# Chlorophorus inhumeralis
Chlorophorus inhumeralis là một loài bọ cánh cứng trong họ Cerambycidae.